# Barmhärtighetssystrarnas kloster och kyrka
Barmhärtighetssystrarnas kloster och kyrka (kroatiska: Samostan i crkva sestara milosrdnica) är ett romersk-katolskt kloster och klosterkyrka i Zagreb i Kroatien. Det religiösa komplexets envåniga flygel samt den tillhörande Vincent de Pauls klosterkyrka uppfördes åren 1841–1845 enligt ritningar av den wienske arkitekten Franz Schücht. Senare tillbyggnader tillkom åren 1861–1862 enligt ritningar av Mihovil Strohmayer och år 1899 enligt ritningar av Martin Pilar.
Klostret och klosterkyrkan innehas av barmhärtighetssystrarna. Byggnadskomplexet är kulturminnesskyddat och ligger på adressen Frankopanska 17 i Nedre staden.

## Historik
Klostret grundades år 1845 som en filial till modershuset i österrikiska Zems och blev år 1856 en självständig enhet. Kongregationens verksamhet och klostrets uppförande i Zagreb tillkom på den dåvarande biskopen (sedermera Zagrebs ärkebiskop) Juraj Hauliks initiativ. På hans initiativ köptes den mark där klostret uppfördes.

### Fotnoter
1. 1 2 3  Zagrebs stadsinstitut för skydd av kultur- och naturminnen Arkiverad 4 oktober 2015 hämtat från the Wayback Machine. (kroatiska)
2. 1 2  Barmhärtighetssystrarna i Zagrebs officiella webbplats (kroatiska)